# Xemxija
Xemxija ("ensoleillé", en maltais) est une ville de Malte, située à l'ouest de la Baie Saint-Paul.

## Patrimoine et culture
- Tombe préhistorique de forme polylobée avec parfois des logettes périphériques.